# Gryllotalpa cossyrensis
Gryllotalpa cossyrensis är en insektsart som beskrevs av Baccetti och Capra 1978. Gryllotalpa cossyrensis ingår i släktet Gryllotalpa och familjen mullvadssyrsor. Inga underarter finns listade i Catalogue of Life.